# Mayu Matsumoto
Mayu Matsumoto –en japonés, 松本麻佑, Matsumoto Mayu– (Sapporo, 7 de agosto de 1995) es una deportista japonesa que compite en bádminton, en la modalidad de dobles.
Ganó cuatro medallas en el Campeonato Mundial de Bádminton entre los años 2018 y 2022.
Participó en los Juegos Olímpicos de Tokio 2020, ocupando el quinto lugar en la prueba de dobles.

## Palmarés internacional
| Campeonato Mundial | Campeonato Mundial | Campeonato Mundial | Campeonato Mundial |
| Año                | Lugar              | Medalla            | Prueba             |
| ------------------ | ------------------ | ------------------ | ------------------ |
| 2018               | Nankín (China)     | Medalla de oro     | Dobles             |
| 2019               | Basilea (Suiza)    | Medalla de oro     | Dobles             |
| 2021               | Huelva (España)    | Medalla de bronce  | Dobles             |
| 2022               | Tokio (Japón)      | Medalla de bronce  | Dobles             |